# I Brought You My Bullets, You Brought Me Your Love
I Brought You My Bullets, You Brought Me Your Love је први албум америчке рок групе My Chemical Romance. Песме са албума причају о љубавницима који су заједно починили мноштво злочина, као и Бони и Клајд који су на крају упуцани у пустињи. Прича се наставља у њиховом другом албуму Three Cheers for Sweet Revenge.

## Списак песама
1. -{"Romance" – 1:04
2. "Honey, This Mirror Isn't Big Enough for the Two of Us" – 3:53
3. "Vampires Will Never Hurt You" – 5:28
4. "Drowning Lessons" – 4:25
5. "Our Lady of Sorrows" – 2:07
6. "Headfirst for Halos" – 3:30
7. "Skylines and Turnstiles" – 3:25
8. "Early Sunsets Over Monroeville" – 5:07
9. "This is the Best Day Ever" – 2:14
10. "Cubicles" – 3:53
11. "Demolition Lovers"}- – 6:08

Напомена: Друго издање садржи песме: "Honey, This Mirror Isn't Big Enough for the Two of Us" и "Vampires Will Never Hurt You".